# Bab El Khemis (Meknès)
Pour les articles homonymes, voir Bab El Khemis.
Bab El Khemis (ou Bab El Khamis) est une porte monumentale située à l'ouest de la médina de Meknès. Elle a été construite au XVIIe siècle, sous le règne du sultan Moulay Ismaïl.

## Description
Cette porte fut autrefois l'entrée principale de la cité du jardin de l'Ambre (Madinat Ar-Riad Al Anbari). La géométrie et les décorations de Bab Al-khemis sont similaires à celles de Bab El Bardayin. On y retrouve également une inscription composée de trois versets de poésie, ainsi que le mot «construit» qui indique la date d'achèvement de la construction de la porte : 1098 hégire qui correspond à l'année 1686. 